# Aberdeenshire
L'Aberdeenshire (gaelico scozzese: Siorrachd Obar Dheathain) è un'area amministrativa della Scozia.
L'Aberdeenshire è una regione situata nel nord della Scozia, sul Mare del Nord. La regione è bagnata soprattutto da due fiumi che scorrono verso Aberdeen: il Dee e il Don. La parte costiera, a est, è una zona di pianure fertili, mentre verso ovest non vi sono coltivazioni per la presenza dei Monti Grampiani, con cime oltre i 1 000 metri d'altezza (Cairngorm e Ben Macdui).
La regione attualmente non include la città di Aberdeen, che ha una propria divisione amministrativa. Nonostante ciò, il consiglio dell'Aberdeenshire ha sede a Woodhill House, ad Aberdeen; è il solo consiglio scozzese ad avere sede fuori dal proprio territorio.

## Popolazione
La popolazione nel 2004 era di 226 871 abitanti, che rappresentano il 4,5% di tutta la Scozia, in aumento del 20% dal 1981 e del 50% dal 1971. Le dieci città più popolose sono:
- Peterhead, 17 560 abitanti
- Fraserburgh, 12 150 abitanti
- Inverurie, 10 760 abitanti
- Stonehaven, 10 160 abitanti
- Westhill, 10 060 abitanti
- Ellon, 9 540 abitanti
- Portlethen, 6 770 abitanti
- Banchory, 6 270 abitanti
- Turriff, 4 610 abitanti
- Huntly, 4 460 abitanti

## Luoghi e monumenti

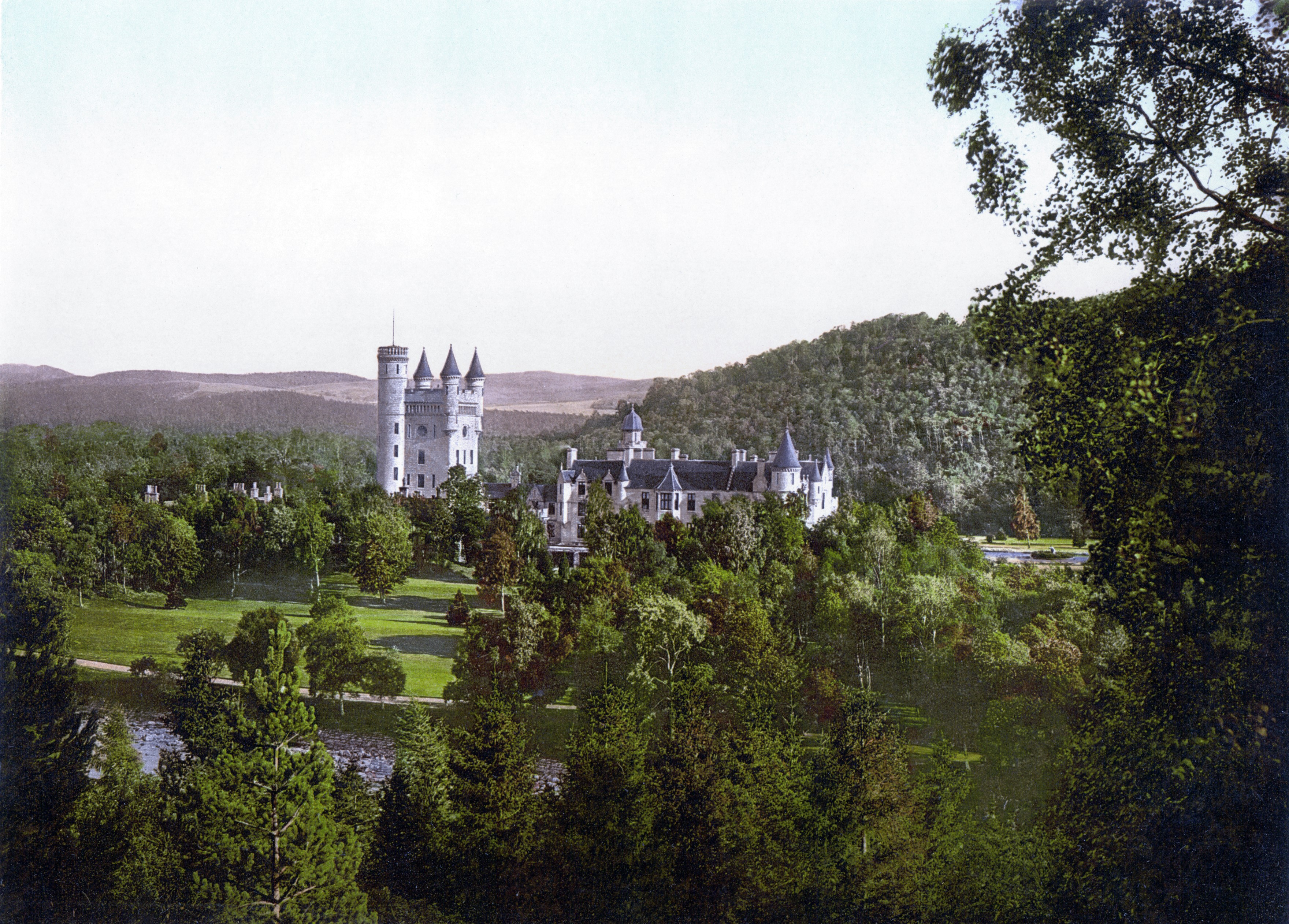
Castello di Balmoral

L'Aberdeenshire è una regione ricca di storia, puntellata da numerosi castelli. Fra i più importanti e famosi:
- Castello di Balmoral, residenza reale dove Elisabetta II aveva l'abitudine di soggiornare d'estate.
- Castello di Braemar, dimora del Clan Farquharson, che i turisti possono visitare tutto l'anno.
- Castello di Craigievar, eccellente esempio di architettura signorile scozzese del Rinascimento.
- Castello di Drum, con un giardino botanico contenente alberi di tutte le regioni dell'Impero britannico del XVIII secolo.
- Castello Fraser, location del famoso film The Queen - La regina.

## Amministrazione
Il Consiglio dell'Aberdeenshire (Aberdeenshire Council) fu stabilito nell'aprile 1996, in seguito alla divisione territoriale della Scozia. Ha 68 membri, così distribuiti dopo le elezioni del 2007:
| Partito Politico        | Numero di eletti |
| Liberal Democratici     | 24               |
| Scottish National Party | 22               |
| Conservatori            | 14               |
| Indipendenti            | 8                |

L'Aberdeenshire è diviso in sei parti amministrative, dette area committees, alle quali il consiglio delega parte delle responsabilità:
- Banff et Buchan
- Buchan
- Formartine
- Garioch
- Marr
- Kincardine et Mearns